# Siebe Deweirdt
Siebe Deweirdt (Wetteren, 8 mei 2002) is een Belgisch wielrenner die in 2024 prof werd bij Team Flanders-Baloise.

## Carrière
Als eerstejaars junior werd Deweirdt negende in de Ronde van Vlaanderen voor junioren. Een jaar later werd hij, achter Dries De Pooter en Ramses Debruyne, derde in het Belgisch kampioenschap wielrennen voor junioren op de weg.
In 2022 werd Deweirdt tweede in de Omloop Het Nieuwsblad voor beloften, achter Luca Van Boven. In 2023 maakte hij de overtap naar de opleidingsploeg van Soudal Quick-Step. In maart van dat jaar werd hij tweede in de Wim Hendriks Trofee, een Nederlandse amateurwedstrijd. Later dat jaar won hij de GP Stad Torhout en Kemmel Koerse.
In 2024 werd Deweirdt prof bij Team Flanders-Baloise. Zijn debuut voor de ploeg maakte hij op Mallorca, waar hij deelnam aan vier van de vijf manches van de Challenge Mallorca.

## Overwinningen
2024
Begklassement Ronde van Hongarije
2025
Begklassement Ronde van Hongarije

### Resultaten in voornaamste wedstrijden
|      | \| Jaar \| Gent-Wevelgem \| Ronde van Vlaanderen \| Parijs-Roubaix \| Luik-Bast.‑Luik \| Waalse Pijl \| \| ---- \| ------------- \| -------------------- \| -------------- \| --------------- \| ----------- \| \| 2024 \| opgave \| opgave \| opgave \| opgave \| \| \| 2025 \| \| \| \| \| opgave \| |                      |                |                 |             |
| Jaar | Gent-Wevelgem | Ronde van Vlaanderen | Parijs-Roubaix | Luik-Bast.‑Luik | Waalse Pijl |
| 2024 | opgave | opgave               | opgave         | opgave          |             |
| 2025 | |                      |                |                 | opgave      |

## Ploegen
- 2022 –  Team Elevate p/b Home Solution Soenens
- 2023 –  Soudal Quick-Step Devo Team
- 2024 –  Team Flanders-Baloise
- 2025 –  Team Flanders-Baloise

Bonneu · Claeys · Clynhens · Colman · Craps · De Vylder · De Wilde · Dejaegher · Dens · Deweirdt · Gerits · Hesters · Maris · Van Hemelen · Van Poucke · Vandenbranden · Vandenstorme · Vandevelde · Vanhoof · Vercouillie